# Церква Різдва Святої Богородиці (Іванків)
Церква Різдва Святої Богородиці — пам'ятка сакральної архітектури місцевого значення у с. Іванків Андрушівського району Житомирської області.

## Історія
Початок будівництва храму Різдва Святої Богородиці припадає на 1784 рік. У 1793 будівництво споруди завершилось. Про це свідчить і напис на білокам'яній плиті, що збереглась у церкві, латинською мовою: «ESTO NOBIS CLEMENS MALE GRATIS PAR CITO MATER 1793» («ЗМИЛУЙСЯ НАД НАМИ ПРОСТИ ГРІХИ ПРОЩАЮЧА МАТІР 1793»). На місці храму до 1784 року стояла дерев'яна церква, яку продали в с. Березівка, Махновського повіту. За народним переказом, на цьому місці стояли одна за одною сім церков. Остання з них, вищезгадана, і продана за десять тисяч польських злотих. У протоколі польських генеральних візитацій першої половини XVIII ст. про цю церкву написано наступне: «з ризницею, двома ґанками, чотирма великими вікнами з залізними ґратами, в вівтарі також два округлих вікна з ґратами, в ризниці з ґратами одне. У середньому куполі чотири малих вікна. Четверо дверей на залізних завісах. Одне з внутрішнім замком та защіпкою для навісного замка, другі з засувом та защіпкою для навісного вікна, треті з клямкою до ризниці, четверті з ризниці з засувом та защіпкою». Варто зазначити, що із описаних візитаторами храмів у Житомирському деканаті, лише два мали прибудовані ґанки (с. Іванків та Нехворощ).
Селом у 1793 році володів поміщик Фортунат Михайловський, а у 1800 році маєток придбала Маріанна Моржковська (уроджена Ганська). Фундатором храму Різдва Святої Богородиці був Павло Борейко гербу Борейко, житомирський чашничий родом з Вітебська.
Головним агітатором будівництва храму виступив греко-католицький священик Фома (Томаш) Сушицький, сурогат Київської митрополії, що отримав вищу богословську освіту в католицькій академії. Проте у статті православного священика Пряжевської церкви Агапія Буйницького, при наведенні історії храму зазначено, що основним джерелом фінансування будівництва були засоби селян, причому парох Томаш Сушицький «вижимав останні кошти у селян на храм, що будується», а побудова храму особисто його надзвичайно цікавила: «він мав на меті привести у виконання свої заповітні думки — навернути уніат остаточно в католицизм». Наведений уривок наочно демонструє упередженість православного духівництва щодо мотивів ініціаторів зведення храму, а також розуміння панівних верств Речі Посполитої та католицького духовенства значення греко-католицької церкви на українських теренах, її ролі як перехідного етапу на шляху до повного окатоличення населення.
На доказ того, що фундація храму — заслуга Борейка, може слугувати той беззаперечний факт, що велика кількість сакральних, зокрема греко-католицьких, споруд того часу зводилась на кошти польської шляхти та магнатів. Про це свідчить і аналіз праці М. Теодоровича «Історико-статистичний опис церков і парафій Волинської єпархії» останньої третини XIX століття, де описані майже всі церковні та світські архітектурні пам'ятки.
Отже, найімовірніше, що храм Різдва Святої Богородиці зводився як греко-католицький для місцевих прихожан греко-католиків, оскільки його фундатор поляк. Такий вчинок відповідав одній з стратегій польського уряду щодо збереження унії.
Проте 1795 р., ще до освячення храму, за клопотанням місцевого поміщика Борейка і ксьондза Томаша Сушицького (що того ж року перейшов у римо-католицизм з греко-католицизму), він був висвячений як римо-католицька каплиця, що, очевидно, пояснюється перебранням опіки над українськими землями Катериною ІІ, після поділів Речі Посполитої, входженням земель Правобережжя до складу Російської імперії. Російська православна церква намагалась обернути всі греко-католицькі церкви на православні, робила це вже цілеспрямовано та цинічно, а статус римо-католицького храму завадив би цьому.
Тим часом як Сушицький з греко-католицизму перейшов у католицизм, місцеві прихожани на чолі з вікарієм Василем Гловацьким — у православ'я. Споруда залишилась фактично непотрібною за умови малочисельності католицьких прихожан. Обернувши церкву в латинську каплицю, поміщик Борейко відняв земельний наділ для власного користування, а документи знищив.
У латинській каплиці відправляли службу ксьондзи з 1795 по 1869 рік, коли вона була опечатана. Справа про законність освячення храму розглядалась Волинською духовною консисторією у 1808 році, і, оскільки муровану церкву не було передано православним, то підстави її освячення як римо-католицької каплиці визнанні законними. Останнє богослужіння було здійснене ксьондзом 1868 чи 1869 року при відспівуванні потонулого сина поміщика Вацлава Обуховського. У склепі під спорудою поховано три покійники: жінка Тимофія (Фоми) Обуховського, жінка і потонулий син Вацлава Обуховського. Вхід до склепу, при ремонтуванні церкви 1895—1897 року, закритий та замурований цеглою. Серед місцевого населення ходили чутки про знаходження під будівлею підземних ходів, за які, очевидно, був прийнятий вищезгаданий склеп. Проте в ході проведення підземних робіт у 2012 році поголоска була спростована — ніяких ходів під фундаментом не було виявлено. Натомість під сходами з північного (сучасного) входу знайшли той самий склеп з кістяками, серед яких і декілька черепів.
Цілком ймовірним є припущення про те, що існування римо-католицької каплиці фінансово підтримували поміщики римо-католицького віросповідання. Коли така підтримка у зв'язку з перепродажем маєтку іншим особам, зокрема, в підсумку, — товариству власників, подальше використання будівлі храму як римо-католицької каплиці стало неможливим і пізніше справа передачі храму у відання православної церкви, як приписаного до дерев'яної Троїцької церкви с. Іванкова, вирішилась остаточно.
Оскільки мурована церква була обернена на латинську каплицю, православні селяни зі священиком В. Гловацьким залишались без приходського храму близько 20 років. Парафіяни хотіли перелаштувати дерев'яну капличку, що на садибі священика, для місця проведення богослужінь, але поміщик перешкодив цьому. У дерев'яній капличці православна громада сповідувалась та відправляла богослужіння, а причащатись ходила в сусідні церкви с. Волосова та м. Ліщина. Так було до тих пір, поки поміщиця Моржковська, звернула увагу на потребу селян та клопотала через свого родича — князя Яблоновського, власника м. Аннополя Острозького повіту, перед Волинським єпископом Стефаном дозволити переробити дерев'яну каплицю у церкву. Отримавши дозвіл, каплицю розширили під церкву та освятили ім'ям Різдва Богородиці.
У 1833 році священик Гловацький був переведений до Почаївської Лаври, а на його місце призначений Давид Зозулевич. Того ж року Зозулевич подав прохання про передачу у відання православного відомства будівлі римо-католицького костьолу. Враховуючи результати раніше проведеного слідства, його прохання не було задоволене.
У 1835 році Маріанна Моржковська продала с. Іванків голові Київської палати цивільного суду Тимофію Матвійовичу Обуховському. За купчою він був зобов'язаний, окрім сплати за маєток, розрахуватись з княгинею Радзивілл, якій за борги Моржковська у 1827 році віддала у заставу частину маєтку. 1837 року, сплативши усі кошти, включно з борговими відсотками, Обуховський вступив у право володіння маєтком.
Тимофій Обуховський профінансував будівництво нової дерев'яної церкви, що висвячена у 1843 році єпископом Острозьким Анатолієм в ім'я Святої та Живоначальної Трійці. Служіння у старій, тісній, дерев'яній, Різдво-Богородицькій церкві були скасовані, і вона стояла до 1870 року, коли була продана за 70—90 р. в с. Калинівку Житомирського повіту.
У 1869 році виданий наказ про передачу православним кам'яного храму Різдва Святої Богородиці волинським генерал-губернатором (1865—1869) О. П. Безаком. Але постанова так і не була оголошена, оскільки через півроку новим генератором губернії церкву знову визнано поміщицькою.
У 1871 маєток за заповітом, укладеним 1860 р., перейшов у володіння племіннику Т. М. Обуховського — Вацлаву Івановичу Обуховському.
Станом на 1885 рік у колишньому власницькому селі Ліщинської волості Житомирського повіту Волинської губернії Іванків серед будівель сакрального призначення існували православна церква (Троїцька дерев'яна, 1843 року побудови), костел (мурований храм Різдва Святої Богородиці, опечатаний з 1868 чи 1869 року), каплиця (дерев'яна, знаходилась на садибі православного священика В. Гловацького, де за умов відсутності іншого храму відправляли службу).
У 1893 році, сторіччя потому після закінчення будівництва храму та 25 років після його опечатування, сільська громада с. Іванків знову подала прохання безпосередньо Архієпископу Модесту, яким поновила клопотання про повернення їй кам'яної церкви. Цього разу справа увінчалася успіхом. Архієпископ Волинський та Житомирський Модест взяв до уваги потребу селян та через посередництво кафедрального протоієрея о. Миколи Трипольського увійшов у переговори з поміщиком с. Іванкова Аркадієм Карловичем Орловським, який погодився повернути храм. 26 лютого 1895 року укладений акт про прийом церкви, в якому зазначається, що окрім самої споруди повертається і земельний наділ (860 кв. сажнів). У тому ж році парафіяни власним коштом почали ремонтувати храм; уклали договір з підрядником на 2500 рублів: перелицювання стін, вибілення їх вапном, виправлення обвалених карнизів, закриття входу до склепу, встановлення нового залізного даху, пофарбування його у зелений колір, вистелення нової підлоги, встановлення нових дверей, вікон та ін. Окрім цього, в Чернігові зроблено одноярусний іконостас, три привісних кіоти (перший — з храмовою іконою Різдва Богородиці, другий — з іконою Миколи ІІ та Олександри Федорівни, третій — з іконою Моління про чашу) кондуктором шляхів сполучення О. Є. Михайловим за 1000 рублів. Іконостас, як і кіот з іконами, не зберігся. Коштом селянина Григорія Горбаченка влаштований престол, жертовник та аналой; Данило Лисюк виготовив залізний визолочений хрест на купол. Загалом на храм поступило дрібних пожертв на суму понад 200 рублів.
До дня освячення церкви, 27 липня 1897 року, вона «набула величного вигляду».
Активна роль прихожан у приведенні її зовнішнього та внутрішнього вигляду до належного стану, як шляхом значних пожертв, так і власною участю в ремонті церкви, вказує на особливе, навіть трепетне ставлення парафіян до «духовної домівки». Одночасно це є і свідченням ціни та тривалості процесу повернення селянами свого довгоочікуваного храму.
Останньою власницею поміщицького маєтку була дружина відомого вітчизняного мікробіолога, імунолога та епідеміолога — Льва Олександровича Тарасевича. В 1899 році він лікував жителів с. Іванкова, сусідніх сіл (Ліщина, Тулина, Волосова, Туровця та інші) від дифтерії, коклюшу, кору, черевного тифу, скарлатини. В 1905 році разом з фельдшером Іванківського цукрозаводу І. Т. Мефьодовим зробив близько 1,5 тис. щеплень, завдяки чому епідемія була призупинена. Маєток Тарасєвіч подарував дружині — Анні Василівні Тарасєвіч, уродженій графині Стенбок-Фермор (1872—1921) зі шведськими коренями, засновниці «Дому пісні» у Москві. Пізніше вона перепродала свій маєток членам товариства. На території, що належить храму, наразі знаходиться могила одного з їх родичів — Вікентія Йосифовича Тарасєвевича, що помер 16 червня 1902 р. у віці 79 років згідно з надгробним написом.

### Радянські часи
Зі встановленням радянської влади в Україні розгорнулась антицерковна політика. Якщо культові споруди не знищувались, то заборонялось їх використовувати для задоволення релігійних потреб. Натомість в закритих церквах влаштовували кіно, гараж для танків, сільськогосподарських машин, засипали насінням. За свідченням очевидців, приблизно у другій половині 1930-х рр. храм облаштували як складське приміщення для зберігання колгоспного зерна (зерносховище). Дзвіницю зруйнували, кам'яну статую Богородиці, яку встановив Ф. М. Обуховський в каплиці, де похована його жінка у 1955 році, розтрощили. Одного селянина змусили стягнути хреста з купола, давши тим самим зрозуміти, що ніяких служінь більше не буде.
З 1919 року в Іванкові існувала 4-х річна трудова школа. Її попередниця — церковнопарафіяльна двокласна школа, заснована 1863 р..
У липні 1941 року територія Житомирщини була повністю окупована нацистами, і з цього часу відчутним стає послаблення релігійного гніту. Німецька окупаційна влада дозволила відновити проведення богослужінь у церкві. Той самий мешканець Іванкова, який зняв хреста, його ж і затягнув: «совість його мучила», за словами старожительки с. Іванків.

### Сучасність
Починаючи з моменту окупації села і дотепер церква діюча. Належала до Української православної церкви Московського патріархату Житомирської єпархії. 14 квітня 2022 року перейшла до Православної церкви України.
Богослужіння — щонеділі та у визначні православні свята, при внесенні мощей святих і т. д. Відправа зазвичай супроводжується співом «півчих» — жителів с. Іванків, сусідніх сіл.

## Архітектура
Храм Різдва Святої Богородиці розташований поблизу пологого берега р. Гуйви, замикаючи перспективу однієї з периферійних сільських вулиць. Оточений металевою огорожею, поблизу якої, на схід від церкви, знаходиться могила Вікентія Тарасевича.
З північної сторони храму стояла кам'яна, низька, «чисто в польському стилі» дзвіниця. Не збереглась.
Храм побудований в архітектурних формах класицизму з елементами пізнього бароко, тому вже позбавлений монументальності та різноманітності планів. Кінець XVIII ст. характеризувався завершальним етапом стилю бароко та поширенню класицизму, що прийшов на противагу пануючому тут досі бароко. Цікавим є композиційно-планувальне вирішення храму. У будівлі дивним чином поєднались простота і раціональність, властиві класицизму, відхід від колишньої, характерної для бароко, перенасиченості прикрасами, проте зі збереженням творчого використання ордеру.
Будівля храму — мурована, тинькована, є хресто-купольною в плані, одноглава, з прямокутною в плані апсидою, до якої з півночі і півдня примикають ризниця і пономарня, розміщені між рукавами хреста. Характерна класицистична ознака будівлі — симетрія відносно осі фасаду. Архітектурна особливість споруди в тому, що апсида є прямокутною, на відміну від класичної напівкруглої, що також можна пояснити впливом класицизму. Масивні двоярусні об'єми рукавів хреста прорізані по осях порталами (із заходу, півночі і півдня) і невеликими з лучковими перемичками вікнами, розчленовані декількома рядами лопаток-лізен і увінчані трикутними фронтонами. Яруси розділені широким горизонтальним підвіконним поясом; такий же пояс розкріпований по всьому периметру храму, під вінчаючим карнизом. Таке геометричне членування фасаду створює враження строгості і сухості, що посилювалось колористичним вирішенням білих лопаток і рожевого поля стіни (сучасна споруда пофарбована у блакитний колір).
Особливу увагу привертає головний фасад будівлі, розміщений з заходу, який є найбільш барочним: вертикально розвинений портал з округленими кутами, пілястрами, що вивершуються простими капітелями, підтримуючи розкріпований карниз, над якими погляду відкривається чиста видовжена площина антаблементу. Фронтон складається з двох доричних колон з капітелями, на абак яких спирається неповний антаблемент. На антаблемент, в свою чергу, спирається архітрав з романським архівольтом. Ніша містить арочне вікно з напівциркульною перемичкою. Стіни цього фасаду спираються на цоколь, увінчаний поясом.
Храм увінчаний куполом з цибулинною главкою. Восьмигранний барабан прорізають чотири арочні вікна, барабан декорований добре виявленим дощатим рустом. Вікна обрамлені плоскими широкими лиштвами, з'єднаними в рівні замків широкою горизонтальною підкарнизною тягою.
Цікавим оригінальним елементом є підвіконна слабо виявлена фільонка, що дзеркально повторює обрис люнету.
Особливістю споруди є лаконічний екстер'єр і пластично насичений, складний і динамічний інтер'єр. Класична схема хрестового плану з коробчастими склепіннями і куполом в середохресті, завдяки барочному трактуванню внутрішнього простору, набуває гостроти й напруженості. Вона досягається за рахунок активного вертикального членування стін нішами і фільончастими пілястрами складного профілю, декором капітелей пілястр і карнизної плити імпоста склепінь, що обігає храм майже по периметру.

## Монументальний живопис
Найбільшу цінність храму становить інтер'єр, прикрашений унікальним монументальним розписом, фресками, що дивним чином збереглися до нашого часу майже у їх первинному вигляді. Їх автором є Йозеф Прехтль — відомий маляр-монументаліст, який працював на Поділлі та Волині на замовлення магнатів та шляхти.
На жаль, майже всі роботи живописця-монументаліста були таким чи іншим чином знищені повністю, або збереглись частково. Так, розписи його пензля на стінах Шарівського домініканського костелу на Поділлі, що були виконані у техніці alfresco темперними фарбами, були забілені вапном. Така ж доля спіткала і більшість інших його робіт. Залишки настінних розписів, сюжетних та декоративно-орнаментних мотивів у дуже поганому стані зараз можна побачити у Браїлівському тринітарському монастирі.
Єдина з робіт Й. Прехтля, у церкві Різдва Святої Богородиці с. Іванків, збереглася до сьогодення. Агапій Буйницький, священнослужитель Пряжевської церкви, звітує, що після ремонту, станом на 1796 рік «всередині розписані стіні залишились майже незачепленими; тільки виправлено декілька ікон. Неторканий живопис в деяких місцях носить польський характер, як і залишок колишньої унії. Загалом, внутрішній вигляд храму справляє доволі приємне враження на відвідувача».
Чудові пізньобарокові фрески повністю вкривають всі стіни і склепіння храму. Монументальний живопис у храмі Різдва Святої Богородиці один з останніх, виконаних темперними фарбами. Існують суперечності, щодо техніки виконання: alsecco (темперою по сухій штукатурці) чи alfresko (по вологій). Можливо, митець володів обома техніками. Проте не викликає сумнівів ідейний зміст мальовил: євангельських притч, поєднаних з ілюзіоністичним грізайлевим малюванням.
Патетичні, апофеозні, адоративні композиції, до краю сповнені рухом і експресією, калейдоскопічним багатством фігур та пишних драпіровок, різноманітність сюжетів, алегоричних зображень та символів, застосування прийомів світлотіньової передачі — характерні ознаки цього монументального живопису. Усі мальовані сцени добре впізнаються, серед них: «Вигнання торговців з храму», «Символ Святого Духа», «Повернення блудного сина» та ін. Чітко й виразно виступають у них добре й зле, боротьба і страждання, утвердження принципів простої, та суворої моралі. Носіями більш земної, ніж потойбічної правди, виступають у цих розписах святі, праведники, великомученики. Характерною ознакою цих розписів є відходження від канонічних стандартів, індивідуалізація рис з прагненням до життєвості образів, експресії, «олюднення» святих, наближення небесного, високого — до земного. Все це засвідчує вплив на маляра традицій так званого українського бароко, з притаманними йому рисами, що де в чому відрізняються від західноєвропейського.
Прехтль вдало користувався прийомами ілюзіоністсько-перспективного живопису, використовуючи величезну кількість архітектурних мотивів: колони, розірвані архітрави, багатопрофільовані гзимси (карниз), найрізноманітніші перспективні елементи. Завдяки цьому створюється враження перспективності, глибоких провалів площі склепінь та стін, крізь які глядач може спостерігати далекі небесні сфери, складні багатофігурні, подані в найсміливіших ракурсах сцени та групи, охоплені екстатичними рухами, сповнені патетичних емоцій. Художник намагається об'ємно, ілюзорно трактувати форму за допомогою світлотіні та тонкого, відточеного малюнка. Тут проявляється бароко, з його прагненням до безкінечності і містицизму.
Розписам Прехтля у Іванкові властивий вишуканий, стриманий колорит. Тонке поєднання теплих рожево-золотавих і вохристих тонів з холодними — сіро-зеленим, блакитним свідчить про те, що маляр був також і вишуканим колористом. Приглушеність і пастельність тонів може вказувати на елемент рококо, що в синтезі з пізньобароковими мотивами мальовил становить цікавий, проте виключно гармонійний синтез. Окремі кольорові акценти, які контрастують зі тлом, наприклад, синє вбрання Богородиці на жовтому тлі, зумовлені тим, що художник акцентує, переносить увагу спостерігача на головний об'єкт, виокремлюючи його серед другорядного. Проте вони все ж не виокремлюються кричуще, а органічно вписуються в загальну тональність розписів.
Інтер'єр храму Різдва Святої Богородиці — рідкісний зразок монументального живопису кінця XVIII ст.

## Ремонт храму у 2012 році
У зв'язку з відсутністю державного фінансування та з огляду на незадовільний стан будівлі, у 2012 році сільська громада власним коштом оновила облицювання будівлі. Приймаючи рішення про необхідність зовнішньої обробки храму, ініціатори оновлення, як зазвичай, керувалися естетичними причинами, ігноруючи колористичне формоутворення архітектурної форми, та, як результат, повністю змінивши початковий вигляд споруди у кольоровому рішенні екстер'єру. Проте об'єктивна необхідність у проведенні косметичних робіт все ж була — виділення коштів на реставрацію будівлі з боку держави навряд чи передбачалося, тим часом руйнується цінна пам'ятка сакральної архітектури. Через вік, а також великий проміжок часу з останніх ремонтних робіт, штукатурка осипалась, призводячи до часткового руйнування елементів споруди і псування пам'ятки в цілому.
Якщо вирішити подібну проблему ззовні будівлі вдалося, то інтер'єр продовжує піддаватись процесам руйнації.